# Симфонический оркестр Мальмё
Симфонический оркестр Мальмё (швед. Malmö symfoniorkester) — шведский симфонический оркестр, базирующийся в Мальмё.
Основан в 1924 г., первый концерт состоялся 18 января 1925 г. С 1944 г. оркестр работал в городском театре Мальмё, совмещая еженедельные симфонические концерты с музыкальным сопровождением опер, балетов и оперетт. В 1985—2015 гг. выступал в концертном зале «Сканиа», в 2015 г. открылся новый концертный зал Malmö Live.

## Главные дирижёры
- Тор Манн (1925)
- Вальтер Майер-Радон (1925—1929)
- Георг Шнеевойгт (1930—1947)
- Стен-Оке Аксельсон (1948—1961)
- Рольф Агоп (1962—1964)
- Элиакум Шапира (1969—1974)
- Янош Фюрст (1974—1977)
- Стиг Вестерберг (1978—1985)
- Вернон Хэндли (1986—1988)
- Брайан Пристмен (1988—1990, главный приглашённый дирижёр)
- Джеймс Де Прист (1991—1994)
- Пааво Ярви (1994—1997)
- Гилберт Варга (1997—2000, главный приглашённый дирижёр)
- Марио Венцаго (2002—2003, главный приглашённый дирижёр)
- Кристоф Кёниг (2003—2006)
- Василий Синайский (2007—2011)
- Марк Сустро (2011—2019)
- Роберт Тревиньо (2019—2021)